# Selección de fútbol sub-17 de Haití
La selección de fútbol sub-17 de Haití es el equipo que representa al país en la Copa Mundial de Fútbol Sub-17 y en el Campeonato Sub-17 de la Concacaf, y es controlada por la Federación Haitiana de Fútbol.
Ha clasificado a 2 Copas Mundiales de esta categoría, la primera en 2007 realizada en Corea del Sur donde quedó en el Grupo D junto a Japón, Francia y Nigeria registrando 2 derrotas , 1-3 contra Japón y 1-4 en manos de los nigerianos y solo un sorpresivo empate a 1-1 con Francia.
La segunda participación será en 2019 en Brasil tras lograr uno de los 4 boletos que otorgó Concacaf para la clasificación.

## Palmarés
- Campeonato Sub-17 de la Concacaf :
  -  Tercer Lugar (1) : 2019

## Estadísticas

### Campeonato Sub-17 de la Concacaf
- de 1983 a 1999: No participó
- 2001: 3.º Grupo B
- 2003: Primera ronda
- 2005: 4.º Grupo B
- 2007:  Campeón
- 2009: No clasificó
- 2011: Primera ronda
- 2013: No clasificó
- 2015: Primera ronda
- 2017: Primera ronda
- 2019:  3° Lugar
- 2023: Octavos de final

### Mundial Sub-17
| Año                         | Fase           | Posición     | PJ           | PG           | PE           | PP           | GF           | GC           |
| --------------------------- | -------------- | ------------ | ------------ | ------------ | ------------ | ------------ | ------------ | ------------ |
| China 1985                  | No participó   | No participó | No participó | No participó | No participó | No participó | No participó | No participó |
| Canadá 1987                 | No participó   | No participó | No participó | No participó | No participó | No participó | No participó | No participó |
| Escocia 1989                | No participó   | No participó | No participó | No participó | No participó | No participó | No participó | No participó |
| Italia 1991                 | No participó   | No participó | No participó | No participó | No participó | No participó | No participó | No participó |
| Japón 1993                  | No participó   | No participó | No participó | No participó | No participó | No participó | No participó | No participó |
| Ecuador 1995                | No participó   | No participó | No participó | No participó | No participó | No participó | No participó | No participó |
| Egipto 1997                 | No participó   | No participó | No participó | No participó | No participó | No participó | No participó | No participó |
| Nueva Zelanda 1999          | No participó   | No participó | No participó | No participó | No participó | No participó | No participó | No participó |
| Trinidad y Tobago 2001      | No clasificó   | No clasificó | No clasificó | No clasificó | No clasificó | No clasificó | No clasificó | No clasificó |
| Finlandia 2003              | No clasificó   | No clasificó | No clasificó | No clasificó | No clasificó | No clasificó | No clasificó | No clasificó |
| Perú 2005                   | No clasificó   | No clasificó | No clasificó | No clasificó | No clasificó | No clasificó | No clasificó | No clasificó |
| Corea del Sur 2007          | Fase de grupos | 21.º         | 3            | 0            | 1            | 2            | 3            | 8            |
| Nigeria 2009                | No clasificó   | No clasificó | No clasificó | No clasificó | No clasificó | No clasificó | No clasificó | No clasificó |
| México 2011                 | No clasificó   | No clasificó | No clasificó | No clasificó | No clasificó | No clasificó | No clasificó | No clasificó |
| Emiratos Árabes Unidos 2013 | No clasificó   | No clasificó | No clasificó | No clasificó | No clasificó | No clasificó | No clasificó | No clasificó |
| Chile 2015                  | No clasificó   | No clasificó | No clasificó | No clasificó | No clasificó | No clasificó | No clasificó | No clasificó |
| India 2017                  | No clasificó   | No clasificó | No clasificó | No clasificó | No clasificó | No clasificó | No clasificó | No clasificó |
| Brasil 2019                 | Fase de grupos | 21.°         | 3            | 0            | 0            | 3            | 3            | 8            |
| Indonesia 2023              | No clasificó   | No clasificó | No clasificó | No clasificó | No clasificó | No clasificó | No clasificó | No clasificó |
| Catar 2025                  | Clasificó      | Clasificó    | Clasificó    | Clasificó    | Clasificó    | Clasificó    | Clasificó    | Clasificó    |
| Total                       | 3/20           | 76.º         | 6            | 0            | 1            | 5            | 6            | 16           |

## Últimos y próximos encuentros
| Fecha      | Ciudad              | Local           | Resultado | Visitante         | Competencia                     |
| ---------- | ------------------- | --------------- | --------- | ----------------- | ------------------------------- |
| 08-02-2023 | San Cristóbal       | Rep. Dominicana | 2:1       | Haití             | Partido amistoso                |
| 12-02-2023 | Antigua             | El Salvador     | 3:1       | Haití             | Campeonato Sub-17 Concacaf 2023 |
| 14-02-2023 | Antigua             | Haití           | 3:0       | Surinam           | Campeonato Sub-17 Concacaf 2023 |
| 16-02-2023 | Antigua             | Honduras        | 1:0       | Haití             | Campeonato Sub-17 Concacaf 2023 |
| 19-02-2023 | Antigua             | Canadá          | 3:0       | Haití             | Campeonato Sub-17 Concacaf 2023 |
| 15-01-2025 | Saint Louis Sud     | Haití           | 6:0       | Sint Maarten      | Partido amistoso                |
| 18-01-2025 | Saint Louis Sud     | Haití           | 1:0       | Saint-Louis       | Partido Amistoso Híbrido        |
| 25-01-2025 | Saint Louis Sud     | Haití           | 1:1       | Aigle Noir AC     | Partido Amistoso Híbrido        |
| 11-02-2025 | Ciudad de Guatemala | Haití           | 5:0       | San Vicente       | Clas. Copa Mundial Sub-17 2025  |
| 13-02-2025 | Ciudad de Guatemala | Haití           | 3:0       | Antigua y Barbuda | Clas. Copa Mundial Sub-17 2025  |
| 16-02-2025 | Ciudad de Guatemala | Guatemala       | 0:2       | Haití             | Clas. Copa Mundial Sub-17 2025  |
| 29-05-2025 | Le Moule            | Haití           | 2:0       | CERFA             | Partido Amistoso Híbrido        |
| 30-05-2025 | Pointe-à-Pitre      | Haití           | 0:0       | AZ Alkmaar (U17)  | Partido Amistoso Híbrido        |
| 04-11-2025 | Rayán               | Haití           | -:-       | Egipto            | Copa Mundial Sub-17 2025        |
| 07-11-2025 | Rayán               | Inglaterra      | -:-       | Haití             | Copa Mundial Sub-17 2025        |
| 10-11-2025 | Rayán               | Venezuela       | -:-       | Haití             | Copa Mundial Sub-17 2025        |

## Jugadores destacados
- Joseph Guemsly Junior
- Peterson Desrivieres
- Peterson Joseph
- Yann Attié